# Хоптолох
Хоптоло́х (рос. Хоптолох) — група невеликих островів у морі Лаптєвих, є частиною островів Анжу в складі Новосибірських островів. Територіально належить до Республіки Саха, Росія.
Острови розташовані на півночі лагуни Станції біля західного берега острова Котельного. Група складається з 3 невеликих островів: 2 менших розташовані біля піщаної коси, що відокремлює лагуну від моря, третій, більший, — біля берега острова Котельного. Вкриті піском.
| Росія | Це незавершена стаття з географії Росії. Ви можете допомогти проєкту, виправивши або дописавши її. |